# 원피스 필름 레드
《원피스 필름 레드》(영어: ONE PIECE FILM RED)는 2022년 개봉한 애니메이션, 모험, 판타지, 뮤지컬, 액션 영화이다.

## 출연

### 주연
- 타나카 마유미 - 몽키 D 루피 목소리 역
- 나카이 카즈야 - 롤로노아 조로 목소리 역
- 오카무라 아케미 - 나미 목소리 역
- 야마구치 캇페이 - 우솝 목소리 역
- 나즈카 카오리 - 우타 목소리 역
- 아도 - 우타 노래 목소리 역

### 조연
- 히라타 히로아키 - 산지 목소리 역
- 오오타니 이쿠에 - 토니토니 쵸파 목소리 역
- 야마구치 유리코 - 니코 로빈 목소리 역
- 야오 카즈키 - 프랭키 목소리 역
- 쵸 - 브룩 목소리 역
- 호키 카츠히사 - 징베 목소리 역
- 츠다 켄지로 - 고든 목소리 역
- 이케다 슈이치 -  샹크스 목소리 역
- 니이츠 치세
- 카지 유키
- 야마다 유키

## 제작진
- 원작자: 오다 에이치로
- 총괄프로듀서: 오다 에이치로
- 미술: 카토 히로시